# Grève des Fros
La grève des Fros (de Foreigners) est l'ensemble des événements entourant la cessation concertée du travail des mineurs de fond, principalement immigrants, de la mine Horne, propriété de la Noranda Mines, à Noranda (aujourd'hui Rouyn-Noranda) au Québec, du 12 juin au 22 juin 1934,.

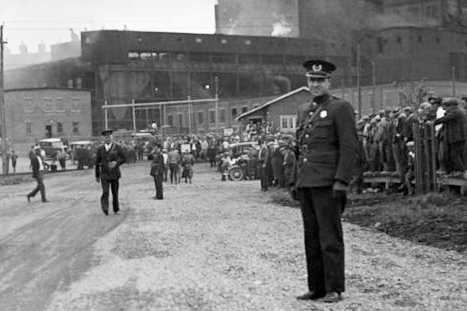
Grève des fros, 1934.

## Histoire

### Contexte
Le développement de l'industrie minière en Abitibi-Témiscamingue prend son essor dans les années 1920. Cependant, la crise économique de 1929 force la plupart des compagnies minières de la région à cesser leurs activités, à l'exception notable de la Noranda Mines Company Ltd, qui maintient ses opérations rentables. Cette situation confère à la compagnie un pouvoir considérable sur les conditions de travail, tandis que les travailleurs vivent dans la crainte constante de perdre leur emploi face à la concurrence de centaines de chômeurs attirés par les promesses d'emploi à Rouyn et à Noranda. C'est dans ce climat tendu que le syndicat Workers’s Union, d'allégeance communiste, trouve un terrain fertile parmi les mineurs de la Noranda Mines, principalement composés d'immigrants européens sans citoyenneté canadienne, surnommés les "Fros". En 1934, cette tension atteint son paroxysme avec une grève déclenchée par certains de ces mineurs.

### La grève
Les conditions de travail à la mine Noranda sont éprouvantes. Les salaires sont modestes, les horaires longs et les heures supplémentaires souvent non rémunérées. Les mineurs de Noranda doivent affrontent des conditions dangereuses, avec une ventilation insuffisante sous terre, exposant certains d'entre eux à des maladies pulmonaires graves liées à l'inhalation de poussières de silice. En surface, les installations sont également précaires, avec un manque de vestiaires adéquats pour les travailleurs. Les conditions de travail à la mine sont ardues, avec des journées longues, des problèmes de sécurité et des salaires insuffisants,.
Face à cette situation, les travailleurs de Noranda s'organisent et présentent une série de revendications, dont la réduction de la journée de travail à 8 heures, la reconnaissance syndicale et des améliorations des conditions de travail. La direction de la mine, dirigée par H.L. Roscoe, rejette catégoriquement ces demandes et refuse de négocier avec les représentants syndicaux. Cette attitude intransigeante pousse les travailleurs à déclencher une grève le 11 juin 1934, bien que la participation ne soit pas uniforme parmi le personnel.
Le 12 juin 1934, 300 des 1300 mineurs de la mine Noranda refusent de descendre sous terre. Les grévistes sont principalement d'origine ethnique étrangère, soulignant une certaine division au sein de la main-d'œuvre. La répression de la compagnie Noranda est rapide et brutale, avec l'embauche de briseurs de grève, des arrestations, des emprisonnements et des licenciements massifs,. Malgré les efforts des travailleurs, la grève se solde par un échec, marquant une victoire pour la compagnie et un revers pour le mouvement syndical. Les conséquences à long terme ont été significatives, avec la dissolution du syndicat et la difficulté à réorganiser la lutte ouvrière dans les années qui ont suivi.
En somme, la grève à la Mine Noranda en 1934 illustre les luttes et les défis auxquels étaient confrontés les travailleurs de l'industrie minière, ainsi que les obstacles rencontrés par les syndicats dans leur quête de meilleures conditions de travail.

## Dans la culture
La chanson « Les Fros », de Richard Desjardins porte sur la grève des Fros de 1934.